# Donaspastus
Donaspastus é um gênero de traça pertencente à família Agonoxenidae.